# Bestattung

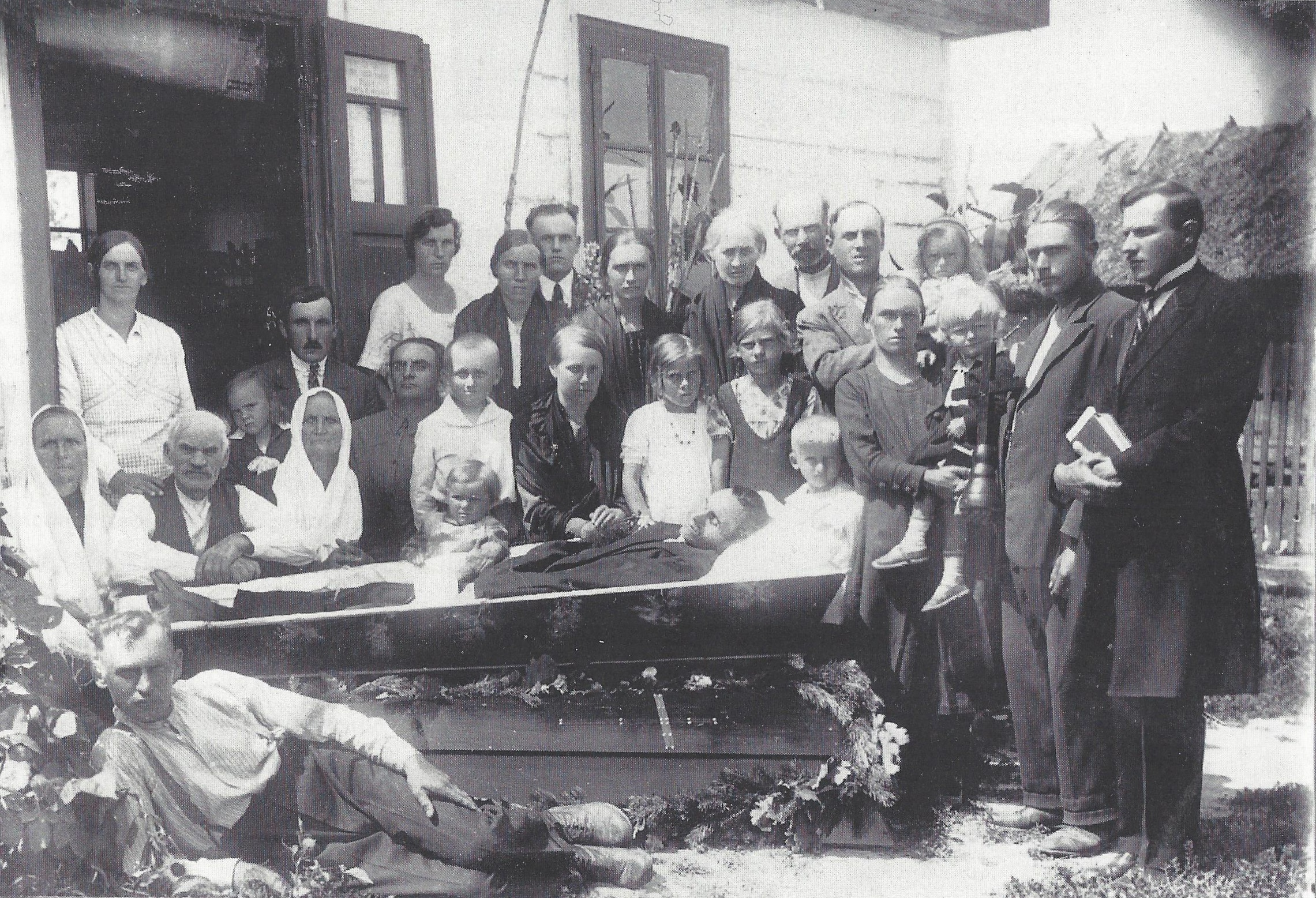
Beisetzung eines Wolhyniendeutschen, 1930er Jahre

Eine Bestattung (auch Beisetzung, Beerdigung oder Begräbnis) ist die Verbringung des Leichnams oder der Asche eines Verstorbenen (ggf. auch Tieres) an einen festen, endgültig bestimmten Ort (Bestattungsplatz) in der Erde oder die Ausbringung der Asche in die Natur. Eine Bestattung schließt in der Regel eine religiöse (z. B. kirchliche) oder weltliche Trauerzeremonie ein. Markante Unterschiede bestehen insbesondere zwischen Erdbestattung und Feuerbestattung.

## Begriff

### Begriffsgeschichte und umgangssprachlicher Gebrauch

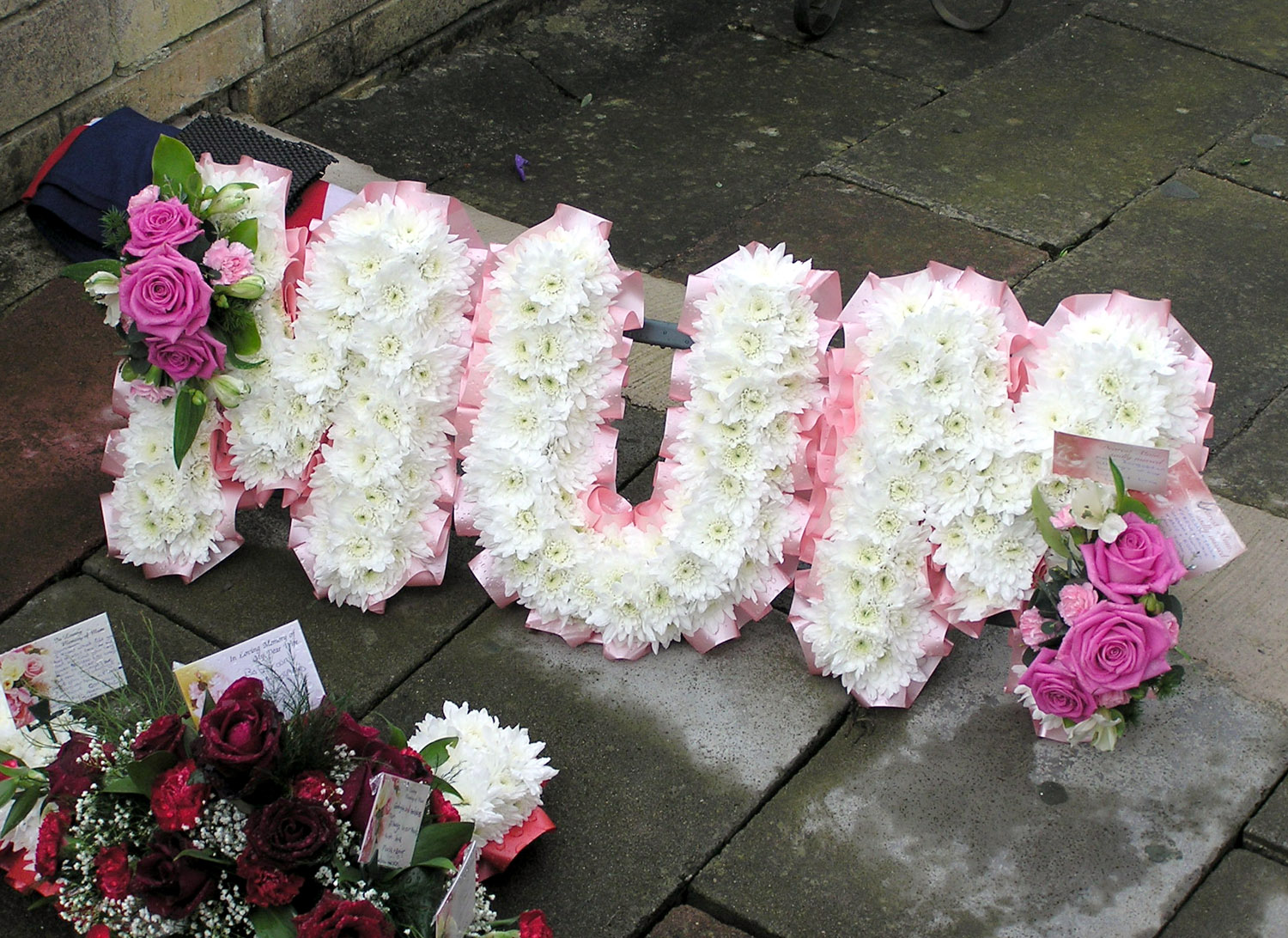
Blumenschmuck bei einer englischen Bestattung

Beisetzung und Bestattung werden umgangssprachlich häufig gleichgesetzt. Die Beisetzung im eigentlichen Sinne ist das Setzen der Urne, während Beerdigung und Begräbnis sich auf das Einbringen in die Erde beziehen.
Sprachgeschichtlich ist der Begriff Beisetzen seit dem 15. Jahrhundert belegt und wesentlich älter als der Begriff Bestattung, denn die Grundbedeutung „etwas neben anderes hinzusetzen, hinzufügen“ geht der speziellen Bedeutung „begraben, bestatten“ um etwa 200 Jahre voraus. Die heutige Bedeutung der Bestattung kam erst im 17. Jahrhundert auf und bedeutet „den sterblichen Überresten eine Statt gebend“. Der Begriff bestatten war allerdings im Mittelhochdeutschen schon seit dem 12. Jahrhundert im anderen Sinne eines „an die Statt bringen“, „anstatten“ oder „ausstatten“ bekannt.
Die etwas umgangssprachlich profane Bezeichnung des Begrabens hat sich gesellschaftlich nicht durchsetzen können, war früher wesentlich weiter verbreitet und ist beispielsweise im christlichen Glaubensbekenntnis („gestorben und begraben“) zu finden. Das Substantiv von begraben, das Begräbnis, stellt noch eine populäre Sprachform dar.
Der Begriff Beerdigung leitet sich von der seit Jahrtausenden im Judentum, Christentum und Islam gebotenen Bestattungsform her: Der Leichnam wird der Erde anvertraut, „damit [er] wieder zu Erde werde, davon [er] genommen“ ist (Gen 3,19 , vgl. auch Gen 2,7 ). Deswegen wird vor allem der Begriff Beerdigung für eine religiös motivierte Erdbestattung verwendet, ist sprachlich aber gleichbedeutend.

### Regionale Ausdrücke
Im bayerisch-österreichischen und im südfränkischen Sprachraum, im Odenwald und im Meißenischen steht „Leich(e)“ auch für die Zeremonie um das Begräbnis. Daraus erklärt sich die Bezeichnung „Leichenschmaus“. Diese Feier steht in Ergänzung zur vorherigen Erinnerung, mit einer Rede über den Toten. Das anschließende besinnliche Beisammensein dient der geselligen Erinnerung an das Leben des Verstorbenen und der Trauerbewältigung für die Hinterbliebenen. In Niederbayern und Teilen Oberbayerns wird Beisetzung für die Überführung des Sargs in die Totenkapelle und Beerdigung für den Transport des Sarges zum und ins Grab genutzt, der meist zwei Tage später erfolgt.
Regional sind auch weitere Bezeichnungen für die Bestattung üblich. So ist veraltend und in Österreich auch Begängnis üblich, im Meißnischen östlich von Leipzig wird sie Begrabe benannt.

## Geschichte

### Vorgeschichte

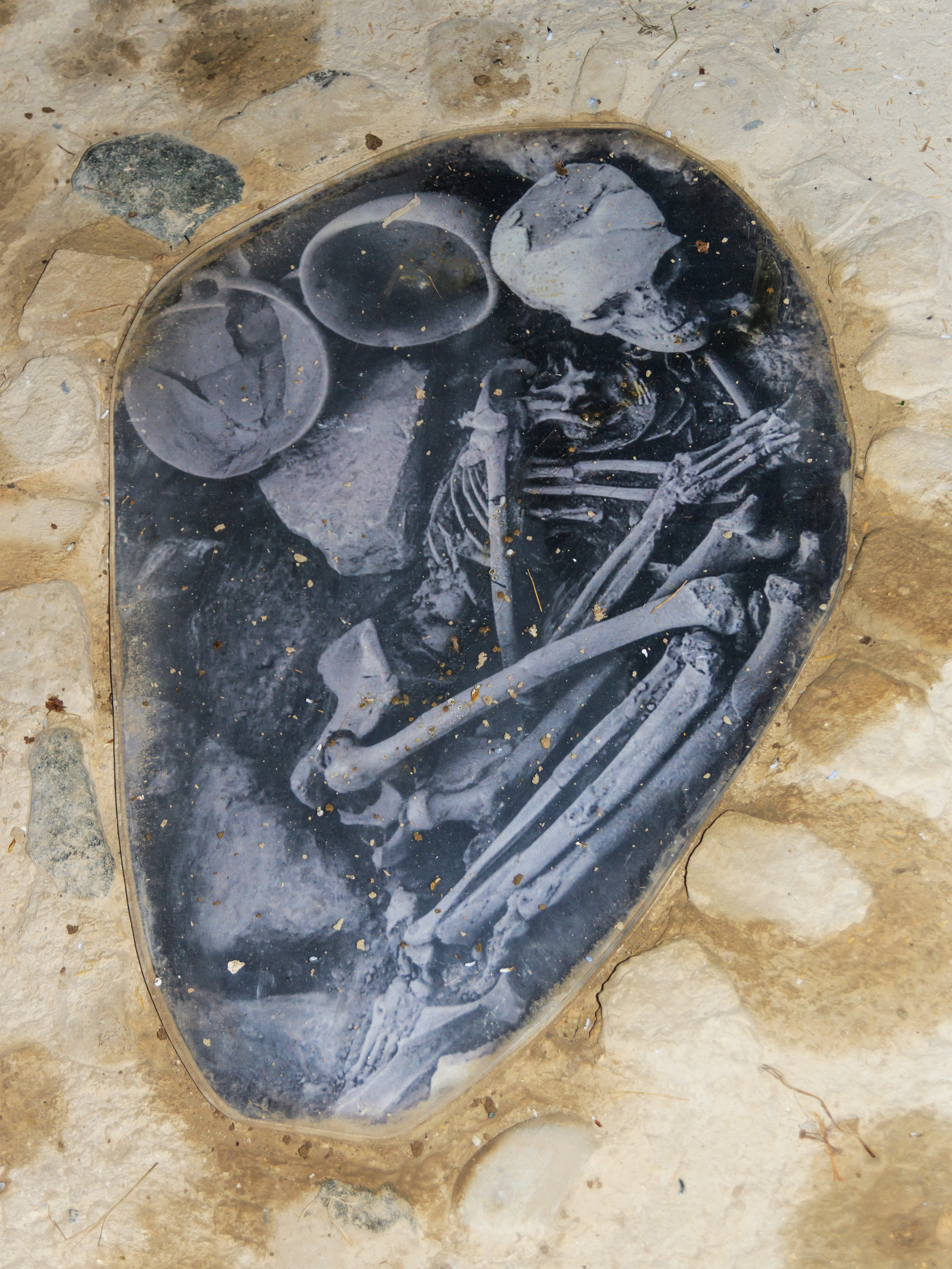
Rekonstruktion einer jungsteinzeitlichen Hausbestattung im Fußboden einer Rundhütte in Chirokitia

Die ersten (vermutlich) bewusst vorgenommenen heute bekannten Bestattungen fanden in der Qafzeh-Höhle, der Skhul-Höhle und der Tinshemet-Höhle in Israel statt und sind 90.000 bis 120.000 Jahre alt. Gelegentliche Bestattungen werden für den Neandertaler ab ca. 70.000 vor unserer Zeitrechnung diskutiert (Shanidar). Bestattungen sind ein Indiz für erste metaphysische Vorstellungen.
In der akeramischen Jungsteinzeit kam es im Mittelmeerraum auch zu sogenannten Hausbestattungen, bei denen der Verstorbene unterhalb des Fußbodens der noch kleinen Wohngebäude beigesetzt wurde (so zum Beispiel in Chirokitia auf Zypern).
Tacitus schreibt über die Germanen: „Bei den Leichenbegängnissen gibt es kein Gepränge; nur darauf halten sie, dass die Leiber ausgezeichneter Männer mit bestimmten Holzsorten verbrannt werden. Den Scheiterhaufen bedecken sie weder mit Gewändern noch mit Wohlgerüchen; jedem wird seine Rüstung, manchen auch ihr Pferd ins Feuer mitgegeben. Das Grab baut sich aus Rasen auf. Denkmäler zu Ehren der Verstorbenen hoch und mühsam aufzutürmen verwerfen sie als für diese drückend. Wehklagen und Tränen legen sie rasch wieder ab, Schmerz und Betrübnis nur langsam. Für Frauen gilt das Trauern als angebracht, für Männer das Gedenken.“

### Altertum

#### Ägypten
Besondere Verfahren entwickelten sich im Alten Ägypten, wobei sich die Bestattungsriten im Jahrtausendverlauf veränderten so wurden anfangs die Toten in flachen Erdgruben mit wenig Beigaben bestattet, später entwickelte sich die Bestattung in Särgen und Sarkophagen und es wurden spezielle Grabbeigaben gefertigt. Die Totenhäuser, anfangs und für niedere Beamte als Mastabas wurden unter anderem für Pharaonen zu den aufwendigen Pyramiden entwickelt. Die Vorstellung von der Reise ins Jenseits bestimmte den Aufwand für die Toten, also für die Ahnen.

#### Griechische Antike
Im antiken Griechenland (etwa 800 v. Chr. bis 30 v. Chr.) war es Brauch, dem Toten zwei Münzen auf die Augen zu legen, den so genannten Charonspfennig. Sie sollten Charon als Bezahlung dienen, um die Seele des Verstorbenen sicher ins Reich der Toten zu überführen. Die Leiche wurde anschließend verbrannt. Man glaubte, ein Toter, der nicht zumindest symbolisch bestattet wurde, könne nicht ins Totenreich gelangen, sondern, dass seine Seele hundert Jahre an den Ufern des Totenflusses umherflattern müsse, bis ihr Charon die Überfahrt gestatte. Daher war es für Antigone wichtiger, den Leichnam ihres erschlagenen Bruders Polyneikes mit Erde zu bestreuen, als dem Befehl des Kreon zu gehorchen, der eben dies verbot. Horaz lässt in Ode I, 28 den griechischen Philosophen und Mathematiker Archytas von Tarent nach einem Schiffbruch um eine solche symbolische Beerdigung bitten.

#### Keltisches Siedlungsgebiet
Während der Latènezeit bzw. späten Eisenzeit (etwa 480 v. Chr. bis 15 v. Chr.) wurden Tote in vorhandenen älteren Grabhügeln oder in Flachgräbern bestattet.

#### Römische Provinzen
Die Bestattungen in den Provinzen sind zwischen Brand- und Körperbestattung zu unterscheiden, wobei die Brandbestattung in der Kaiserzeit (24 v. Chr. bis 284 n. Chr.) vorherrschend war. Die Bestattungsorte dabei können sehr unterschiedlich sein. Außerhalb von städtischen Siedlungen gab es sogenannte Gräberstraßen, die jedoch der Elite vorbehalten waren. Andere Bestattungen waren meist auf Bestattungsplätzen außerhalb von Siedlungen untergebracht. Im Grunde galt die Regel, dass Erwachsene immer außerhalb der Stadt begraben werden mussten, bei Kindern wurde da jedoch zum Teil eine Ausnahme gemacht.
In den Gräbern findet man Ess- und Trinkgeschirr, Werkzeuge, Kleidungsreste. Seltener befinden sich dabei auch Münzen, Lampen, Öle und Salben sowie sogenannte Totenstatuen. Typische Beigaben für Frauen konnten auch Schmuck, Schmuckkästchen, Spiegel oder Kämme sein. Bei männlichen Bestattungen wurden teils Waffen gefunden, da diese jedoch unter römischer Herrschaft als Staatseigentum galten, ist dies sehr selten.

### Mittelalter
Das Christentum lehnte die Leichenverbrennung zugunsten der Erdbestattung ab, da auch Jesus nach seiner Kreuzigung in einem Felsengrab beigesetzt worden war. Die Totenklage wurde unter dem Eindruck des Glaubens an die Auferweckung der Toten durch Psalmengesang, Lesung und Gebet ersetzt. Die Sorge für Sterbende und Tote wurde zur Liebespflicht der Angehörigen und der ganzen Gemeinde.
Bis zur ersten Welle der Friedhofsverlegungen im Verlauf des 16. Jahrhunderts fanden Bestattungen größtenteils auf Kirchhöfen statt, die die Kirchen umgaben, vereinzelt in privilegierten Grabstätten direkt in der Kirche. Die Bestattung in größtmöglicher Nähe zum Altar galt als erstrebenswert.
Es wurde ursprünglich kein ästhetischer Anspruch an die Gestaltung der Gräber oder Kirchhöfe erhoben, die liturgischen Handlungen orientierten sich an der nahe gelegenen Kirche als kultischem Zentrum. Die zuerst nur Geistlichen vorbehaltene privilegierte Grabstätte direkt in der Kirche entwickelte sich trotz mehrfacher Verbote zum käuflichen Statussymbol für die weltlichen Oberschichten.

## Gesetzliche Bestimmungen
Waren früher noch in der Hauptsache die Kirchen für die Bestattungen zuständig, so begannen sich in der Neuzeit hoheitliche Rechtsvorschriften zu entwickeln, die später noch erheblich ausgeweitet wurden (auch mit Blick auf die Erfordernisse der Hygiene), sodass sich die Bestattungen zunehmend, insbesondere im Zuge der Aufklärung, zu einer staatlichen Angelegenheit entwickelten. Die Rechtsnormen dienen einerseits dazu, gesundheitliche Gefahren für die Allgemeinheit zu verhindern, sie schützen jedoch auf der anderen Seite auch das über den Tod hinausgehende Recht auf Schutz der Menschenwürde. Weitere Rechtsnormen räumen beispielsweise anerkannten Religionsgemeinschaften das Recht ein, Friedhofsträger zu sein und Bestattungen durchzuführen. Niedergelegt sind diese Rechtsvorschriften in den Bestattungsgesetzen der Länder, Ausführungsverordnungen sowie Friedhofsatzungen. Dabei stimmen die Gesetze in den meisten Ländern weitgehend überein; zur Wahrung der Menschenwürde ordnen sie einen Bestattungszwang an und legen die zulässigen Bestattungsformen (Erd-, Feuer- oder Seebestattung) fest.

### Bestattungspflicht
In Deutschland gilt eine Bestattungspflicht für Verstorbene und für tot geborene Kinder, die ein bestimmtes Entwicklungsstadium erreicht haben, welches auf Länderebene in verschiedener Weise definiert ist und sich auf das Gewicht des Fötus und/oder auf die Schwangerschaftswoche bezieht. Die Gewichtsgrenze von 500 Gramm trennt regelmäßig die Bestattungspflicht vom Bestattungsrecht. So haben Eltern nach der „stillen Geburt“ eines Sternenkindes unter 500 Gramm einen Rechtsanspruch auf eine Bestattung, sind aber nicht dazu verpflichtet. Während die Bestattungspflicht lediglich regelt, wer für die Beerdigung des Verstorbenen sorgen muss, bestimmt die gesetzliche Kostentragungspflicht in § 1968 BGB, wer für die Kosten der Bestattung aufkommen muss.

### Bestattungsgesetze und Friedhofsordnungen

#### Deutschland
In Deutschland ist das Bestattungswesen auf Landesebene durch das Bestattungsrecht geregelt, das Bestattungsgesetze, Friedhofsgesetze und Leichenverordnungen umfasst und in Friedhofsordnungen umgesetzt wird. Aus diesen Regelungen geht insbesondere hervor, dass Verstorbene auf den dafür vorgesehenen öffentlichen Friedhöfen beigesetzt werden müssen. Es können Einschränkungen zum Kreis der zu Bestattenden getroffen sein. 
Es ist jedem Bestattungsunternehmer in Deutschland möglich, Begräbnisse im gesamten Bundesgebiet durchzuführen. Durch die Kommerzialisierung des Gewerbes kann es durch interne Regelungen zum Gebietsschutz kommen. Örtlich kann vom Gewerbeamt eine Neugründung eingeschränkt sein, wenn der „Bedarf“ bereits gedeckt ist. Der zur Totenfürsorge Berechtigte kann den Bestatter frei wählen, auch wenn Krankenhäuser und Pflegeheime Verträge mit Bestattungsunternehmen zur Überführung auf den Friedhof haben. Eine vorhandene Bestattungsverfügung durch den Verstorbenen hat bei der Wahl unbedingten Vorrang.
Weil die gesetzlichen Bestimmungen in Deutschland und Österreich die Ausfolgung einer Aschenurne an die Hinterbliebenen in der Regel nicht zulassen, in der Schweiz oder den Niederlanden aber schon, hat sich ein Geschäftszweig des Bestattungswesens in deutschen Nachbarländern auf die Überführung Verstorbener aus Deutschland, deren Kremation und die diskrete formlose Übergabe der Urne an die Angehörigen spezialisiert. Im Gegenzug haben sich in einigen Bundesländern, z. B. Bayern, die Bestattungsgesetze in den letzten Jahrzehnten etwas liberalisiert (siehe Bestattungsarten). In Bremen ist es seit Anfang 2015 erlaubt, die Asche Verstorbener auf privatem und öffentlichem Grund auszubringen. Voraussetzung ist eine entsprechende Bestattungsverfügung der verstorbenen Person mit letztem Hauptwohnsitz in Bremen oder Bremerhaven.

#### Österreich
Leichen- und Bestattungsgesetze sind in Österreich Angelegenheit der Landesgesetzgebung und variieren von Bundesland zu Bundesland. Die Webseite des Bundeskanzleramtes führt die jeweils gültige Fassung. In Österreich werden die Friedhofsordnungen von den Friedhofsverwaltungen erlassen. Diese können in der Hand einer Glaubensgemeinschaft oder der Kommune liegen. Erst in den letzten Jahren wurde das Bestattungswesen dahingehend liberalisiert, dass jeder, der über den Befähigungsnachweis für das Gewerbe verfügt, ein Bestattungsunternehmen eröffnen kann. Bis 2002 war für die Erlangung einer Konzession der Nachweis des Bedarfs nötig. Durch diese Zugangsbeschränkung war der freie Wettbewerb unterbunden. Der Wegfall dieser sogenannten Bedarfsprüfung nützte überregional tätigen Unternehmen, meinen Kritiker, welche mit finanzstarken Investoren versuchten, alteingesessene Bestatter „auszusitzen“. Derartige Entwicklungen seien in Kärnten und der Steiermark zu beobachten.

#### Schweiz
In der Schweiz ist das Bestattungswesen durch kantonale Bestattungsverordnungen geregelt. Eine Friedhofspflicht besteht nur für Erdbestattungen. Bei einer Feuerbestattung gilt das Krematorium als Ort der Bestattung, sodass eine Beisetzung von Urnen oder das Verstreuen von Totenasche außerhalb von Friedhöfen gestattet ist, sofern die Auflagen der jeweiligen Gemeinde beachtet werden.

### Kostentragungspflicht der Hinterbliebenen

#### Deutschland
Die Pflicht zur Veranlassung der Bestattung eines Verstorbenen (Bestattungspflicht) ist in den Bestattungsgesetzen der Länder öffentlich-rechtlich nach bestimmten Rangfolgen geregelt, wobei es Unterschiede zwischen den Bundesländern gibt. Gibt es keine Bestattungspflichtigen oder übernehmen diese innerhalb der knappen Fristen der Bestattungsgesetze die Bestattung nicht, so veranlasst die örtliche Ordnungsbehörde (zumeist das Ordnungsamt) eine Bestattung und lässt sich die Kosten von etwaigen später festgestellten Erben erstatten (sog. Ersatzvornahmegebühr).
Die Kostentragungspflicht der Bestattung beinhaltet die zivilrechtliche Verpflichtung, die Kosten endgültig zu tragen oder dem zu ersetzen, der die Bestattung veranlasst hat. Wichtigste Fälle sind die Kostentragungspflicht des Erben gemäß § 1968 BGB und die Kostentragungspflicht desjenigen, der dem Verstorbenen gegenüber unterhaltspflichtig war (§ 1615, § 1615m BGB). Für den Fall, dass eine andere Person für den Tod des Verstorbenen verantwortlich war, sind Erbe und Unterhaltspflichtiger berechtigt, von dieser Person die Bestattungskosten zurückzuverlangen (§ 844 BGB). Eine verschuldensunabhängige Sonderregelung für tödliche Unfälle im Straßenverkehr enthält das Straßenverkehrsgesetz (§ 10 StVG).
Seit 2004 zahlen Krankenkassen kein Sterbegeld zur Deckung der Bestattungskosten mehr. Beim Tod der Empfänger von Renten nach dem Bundesversorgungsgesetz wird unter bestimmten Voraussetzungen ein Bestattungsgeld gewährt. 
Prinzipiell werden die Kosten der Bestattung mit dem Vermögen der verstorbenen Person bezahlt. Hinterlässt diese nur Schulden, sind ihre Erben verpflichtet, für die Bestattungskosten aufzukommen. Schlagen alle Erbberechtigten die Erbschaft aus, werden die nächsten Angehörigen in die Pflicht genommen. Kann diesen die Kostentragung aus persönlichen oder wirtschaftlichen Gründen nicht zugemutet werden, können sie einen Antrag auf Kostenübernahme beim Sozialamt stellen (§ 74 SGB XII). Örtlich zuständig ist dabei das Sozialamt des Sterbeortes, in dessen Bereich der Sterbeort liegt, es sei denn, dass für die verstorbene Person Sozialhilfe geleistet wurde. In diesem Fall ist das Sozialamt zuständig, welches bis zum Tod der leistungsberechtigten Person Leistungen erbracht hat (§ 98 Abs. 3 SGB XII). 2020 kamen die Sozialämter in 17.995 Fällen für die Bestattungskosten auf; die Zahl lag um 33 % unter derjenigen des Jahres 2010 (Statistisches Bundesamt).

#### Österreich
Die Kosten einer Bestattung werden in Österreich grundsätzlich aus dem Nachlass bezahlt. Wenn es kein Geld im Nachlass gibt, müssen die Hinterbliebenen für die Bestattungskosten aufkommen, die bis zu einem Betrag von 20.000 Euro von der Steuer abgesetzt werden können.

#### Schweiz
Gemäß Art. 603 Zivilgesetzbuch haften die Erben einer verstorbenen Person für deren Schulden solidarisch. Zu diesen gehören auch die Bestattungskosten als Teil der Erbgangsschulden, die gesetzliche Erben auch dann übernehmen müssen, wenn sie das Erbe ausschlagen, da sie zu den familiären Pflichten der Verwandten gehören (Art. 54 II 90).

### Störung von Bestattungsfeiern
Die Bestattung erfolgt typischerweise in einer rituellen Form. Es ist in Deutschland – ebenso in Österreich – verboten, Bestattungsfeiern zu stören. In Deutschland liegt der Strafrahmen hierfür bei Geldstrafe oder Freiheitsstrafe bis zu drei Jahren, in Österreich bei Geldstrafe oder Freiheitsstrafe bis zu drei Monaten. Rechtsgrundlage in Deutschland ist § 167a StGB, in Österreich § 191 StGB.

## Arten der Bestattung
Die Bestattungskultur in Deutschland und in Europa verändert sich fortwährend. Traditionelle Bestattungen weichen individualisierten und pluralisierten Formen der Beisetzung mit Kombinationen neuer und überkommener Rituale. Der Theologe Reiner Sörries stellt die digitalen Medien als entscheidend für den Wandel der Bestattungskultur heraus. In der Vielfalt des Umgangs mit Tod und Sterben im Internet spiegle sich der soziokulturelle Wandel einer von Mobilität, Individualität, Säkularisierung und Pluralität geprägten Gesellschaft. Örtlich fixierte Gedächtnisstätten und Familiengräber verlören demgegenüber zunehmend an Sinn. Der Rechtswissenschaftler Ulrich Stelkens sieht hingegen die Streichung des Sterbegeldes aus dem Leistungskatalog der gesetzlichen Krankenversicherung als ursächlich für den entstandenen Regulierungsbedarf im Bestattungsrecht und eine zunehmende Verdrängung der traditionellen, mittleren Marktsegmente zugunsten pflegefreier, besonders kostengünstiger Bestattungen auf der einen und sehr exklusiver Angebote auf der anderen Seite.
Eine der grundlegendsten Veränderungen in christlich geprägten Kulturen zeigt sich in der Entwicklung weg von der Körperbestattung hin zur Feuerbestattung und in den Unterschieden zwischen west- und ostdeutscher Sepulkralkultur. Während es in der DDR von Beginn an Bestrebungen gab, kirchliche durch säkulare Bestattungen abzulösen, und der Anteil der Feuerbestattungen dort bei 90 Prozent lag, war in der BRD die christliche Erdbestattung vorherrschend: Nur 7,5 Prozent der Gestorbenen wurden 1950 eingeäschert. Nach der Wiedervereinigung zog der Anteil der Feuerbestattungen im Westen nach und lag 1999 bei 40,3 Prozent im gesamten Bundesgebiet. 2022 wurde der Anteil der Urnenbestattungen in Deutschland mit 78 Prozent angegeben.
Grundsätzlich rechtlich möglich sind in Deutschland, jedoch nicht in jedem Bundesland, folgende Bestattungsarten:
- Anonyme Bestattung
- Erdbestattung
- Feuerbestattung
- Gruftbestattung
- Naturbestattung
- Seebestattung
- Reerdigung

Darüber hinaus gibt es Varianten der Feuerbestattung, bei denen ein Teil der Totenasche entnommen wird, ein Vorgang, der in Deutschland nicht erlaubt, in Brandenburg sogar explizit verboten ist.
- Diamantbestattung
- Luftbestattung
- Weltraumbestattung

### Erdbestattung

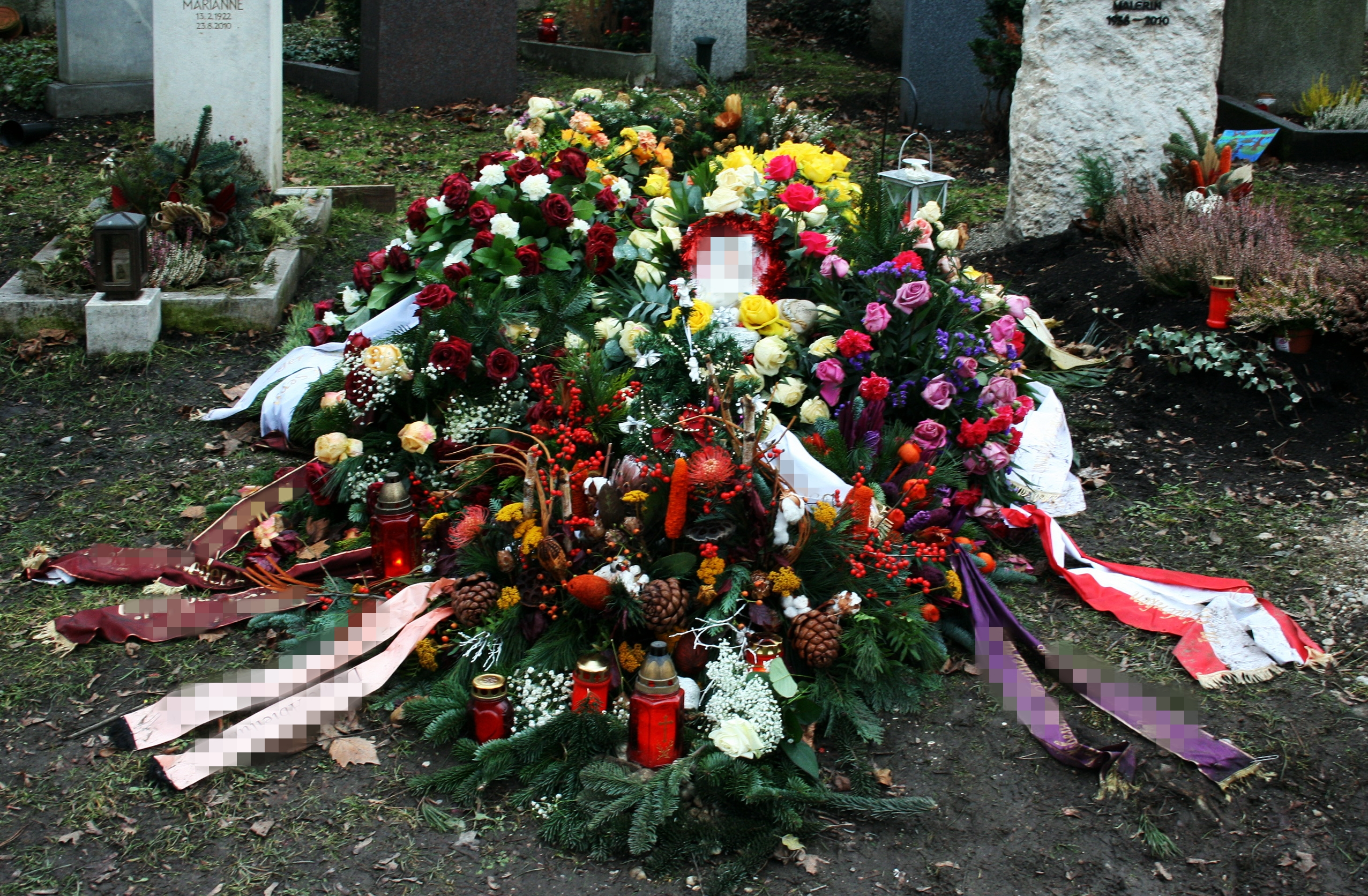
Grab mit Blumenschmuck nach einer Beerdigung

Die Sargbestattung des Leichnams erfolgt typischerweise in der Erde eines Friedhofs oder einer dementsprechenden vorbereiteten Fläche. Die Beisetzung erfolgt dabei in einem
- Einzelgrab, als Wahlgrab oder in Reihenfolge als Reihengrab in jeweils gesonderten Stätten oder einem
- Gemeinschaftsgrab, üblicherweise bei Familien, indem mehrere Bestattungsfälle über einen längeren Zeitraum an derselben Stelle erfolgen.
- In Krisenzeiten werden notfalls mehrere Leichname in einem Massengrab beigesetzt, hierbei wird keine Trennung der Bestattungsfälle vorgenommen.
- Je nach Region oder Kulturkreis, oder aber für besonders würdige Bestattungen wird der Sarg in einem ummauerten Grab (Gruft) oder in einem Mausoleum beigesetzt.
- Bis in die frühe Neuzeit wurden gesellschaftliche Außenseiter, darunter Exkommunizierte und Suizidenten, entwürdigenden Formen einer Sonderbestattung unterworfen. Häufig wurden sie ohne jede Zeremonie und unter diskriminierenden Maßnahmen beigesetzt oder verscharrt (Eselsbegräbnis).

### Feuerbestattung (Kremation)

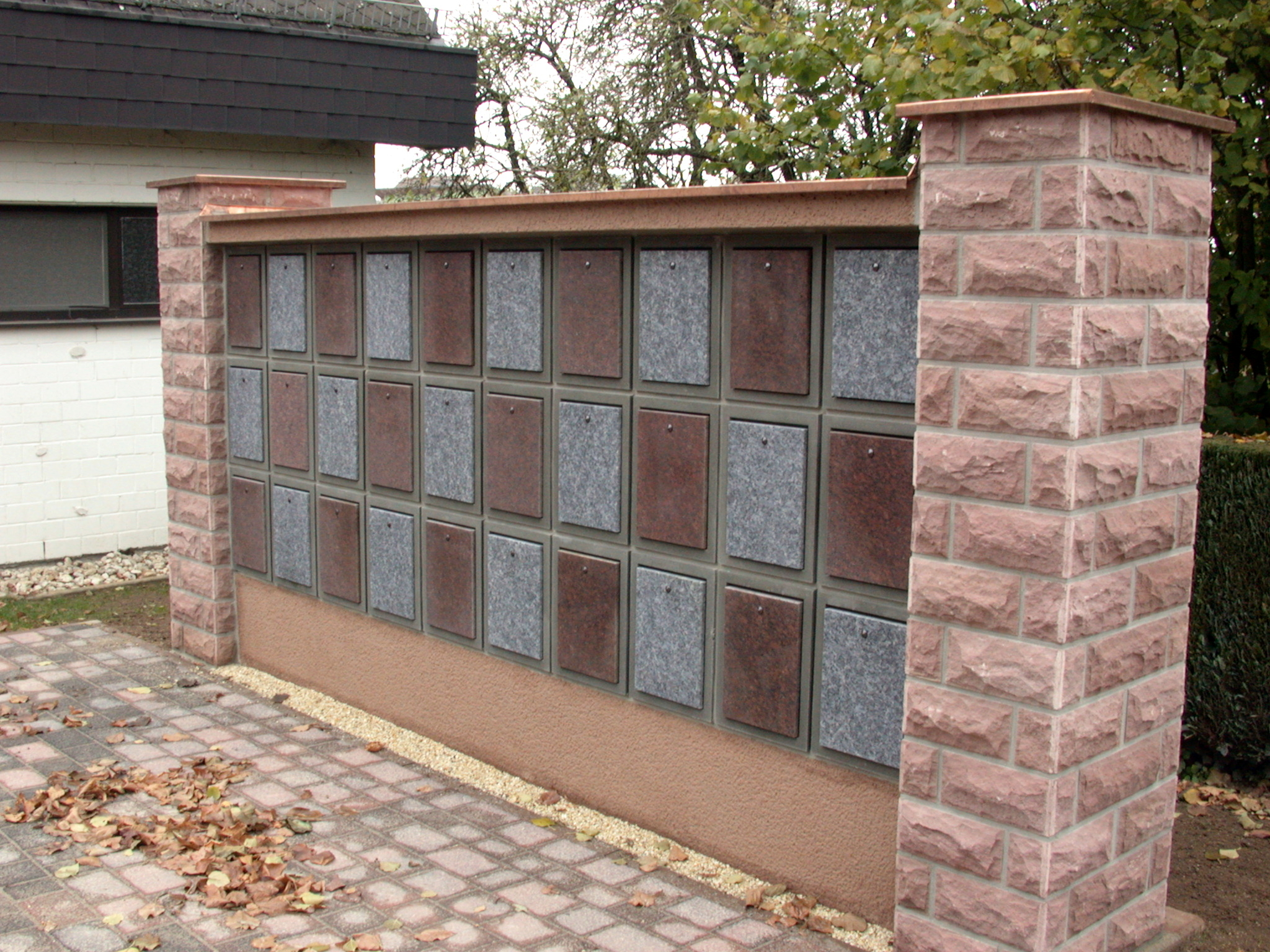
Urnenwand

Bei der Feuerbestattung wird der Leichnam im Krematorium verbrannt. Die Trauerfeier kann vor der Einäscherung am Sarg oder nach der Einäscherung an der Urne zelebriert werden. Nach der Kremation erfolgt die Beisetzung der Asche mit oder ohne Urne in verschiedenen Formen:
- in der Erde, gewöhnlich auf einem umgrenzten, dafür vorgesehenen Friedhof
- im Wurzelbereich von Bäumen (insbesondere in Bestattungswäldern) oder auf Bergwiesen, für diese in jüngster Zeit üblicher gewordene Form werden schnell abbaubare Urnen benutzt. Solche Naturbestattungen sollen den Kreislauf zu neuem Leben symbolisieren
- in einer Urnenwand (Kolumbarium) oder in Nischen der Friedhofsmauer können Urnen eingestellt werden, eine schon bisher im mediterranen Raum vorherrschende Bestattungsform, die zunehmend in Nutzung kommt
- ohne eine Überurne, direkt aus der Aschekapsel, erfolgt das Verstreuen der Asche auf einer ausgewiesenen Aschestreuwiese als anonyme Bestattung, auf See oder aus einem Ballon.

Sonderformen der Nutzung eines Teils der Asche in der Nachfolge einer Feuerbestattung sind die Umformung etwaigen amorphen Kohlenstoffs der Asche zum Diamanten als Erinnerungsstück. In exklusiven Fällen wird ein geringer Teil der Asche mit Raketen in den Weltraum befördert und dort der Ewigkeit übergeben, während der Hauptteil in der üblichen Form bestattet wird.
Um eine Bestattungspflicht der Asche symbolisch zu umgehen, gibt es auch die Möglichkeit, einen (geringen) Anteil der Asche aus der Feuerbestattung gesondert in Miniurnen den Nachkommen zu überlassen.

### Baumbestattungen
Alternative Bestattungsformen wie die Beisetzung in einem Bestattungswald haben sich in von der Ausnahme zum führenden Bestattungswunsch entwickelt. 2022 gaben 25 Prozent der Befragten an, für sich selbst eine Baumbestattung zu wählen.

### Flussbestattung
Eine Sonderform der Bestattung stellt die Bestattung auf beziehungsweise in einem Fluss nach vorheriger Kremation dar. In Deutschland ist diese Form der Bestattung gesetzlich nicht erlaubt. Die Bundesländer regulieren in jeweiligen Landesgesetzen die erlaubten Bestattungsformen, und alle deutschen Länder gehen davon aus, dass eine Flussbestattung in Deutschland (zumindest noch) nicht zur historisch gewachsenen hiesigen Bestattungskultur passt. 
Wer in Deutschland eine Flussbestattung wünscht, wird in der Regel kremiert und dann in den Niederlanden, zum Beispiel in Maas, Waal oder Ijssel, oder in der Schweiz beigesetzt. Im Unterschied zur Seebestattung ist für die Angehörigen hier eher ein Ort der Trauer gegeben als auf hoher See. Hinterbliebene können leichter zur Stelle der Beisetzung gelangen und dort von einem Boot aus oder am Ufer die räumliche Nähe zum Verstorbenen suchen. Eine Flussbestattung muss daher nicht einen gänzlich anonymen Charakter haben.
Die deutsche Gesetzgebung in den Ländern hat dieser Entwicklung bislang noch keine Rechnung getragen, sodass eine Flussbestattung bislang nur in den angrenzenden Ländern der Niederlande, Belgien und der Schweiz möglich ist. Deutsche Bestatter bieten hier bereits oft entsprechende Dienstleistungen an.

### Öko-Bestattungen
Alternativ zu den traditionellen Bestattungsformen gewinnt der Gedanke des Naturschutzes an Einfluss. Der Trend zur „Öko-Bestattung“ findet ausgehend von den USA Verbreitung, wobei zu beachten ist, dass sich die Erdbestattungen in den USA erheblich von den im deutschsprachigen Raum üblichen Bestattungen unterscheidet: Verstorbene werden üblicherweise mit formaldehydhaltigen Stoffen einbalsamiert und in einem wasserdichten Sarg beigesetzt, was die Umwelt belastet und die Verwesung erheblich verlangsamt. Bei einem „green burial“ in den USA wird vor allem auf das Einbalsamieren verzichtet und ein Sarg aus abbaubaren Materialien verwendet – es entspricht also ungefähr dem, was im deutschsprachigen Raum eine normale Erdbestattung ist. Der „Green Burial Council“ setzt sich für eine „Neue Ethik“ bei Bestattungen ein, worunter beispielsweise giftfreie Sarglackierung, biologisch abbaubare Urnen und die Umwelt wenig belastende Bestattungsformen verstanden werden.

#### Alkalische Hydrolyse
Bei der Alkalischen Hydrolyse (Resomation) werden Verstorbene in einem Edelstahltank bei 170 °C in Kalilauge eingelegt. Der Leichnam einschließlich des Sargs löst sich innerhalb von zwei bis drei Stunden völlig auf. Dadurch entsteht eine weitgehend rückstandsfreie und sterile Flüssigkeit, die in einer Abwasserreinigungsanlage nachbehandelt wird. Verbleibende Knochen werden gemahlen und in einer Urne übergeben. Diese Methode aus der Tierkadaver-Beseitigung wurde von den Schotten Sandy Sullivan und Craig Sinclair für eine ethisch-humane Form in einem Start-Up-Unternehmen umgesetzt. Diese flüssige „Bio-Kremierung“ soll 85 Prozent weniger Energie gegenüber einer Feuerbestattung verbrauchen, erzeugt keine Toxine und Furane und verringert den Flächenverbrauch gegenüber der Erdbestattung. Belastbare Ökobilanzen liegen nicht vor. Das Verfahren ist in Kanada, Großbritannien und Australien zugelassen. In den USA ist die Resomation Stand 2020 in 20 Bundesstaaten zugelassen.

#### Neptune Memorial Reef
Das Neptune Memorial Reef ist ein Unterwasser-Mausoleum an der Küste Floridas. Aus der nach der Feuerbestattung erhaltenen Asche (Phosphate, Carbonate) wurde ein Unterwasserbau erschaffen. Dieses Riff gilt als umweltfreundlich, da es Korallen und Meerestieren einen neuen Lebensraum bietet.

#### Promession
Promession ist eine Form des Wasserentzuges durch Schockfrosten und anschließende Kompostierung, um die mineralischen Bestandteile abzusondern. Zu diesem Zwecke hat die schwedische Biologin Susanne Wiigh-Mäsak mit ihrem Gatten Peter die Firma „Promessa Organic AB“ gegründet. In diesem Verfahren sollen Verstorbene zunächst anderthalb Wochen bei −18 °C gekühlt werden, anschließend kommt der Leichnam bei −196 °C in flüssigen Stickstoff. Dadurch sollen die etwa 70 % Wasser des Körpers entzogen und der Körper versprödet werden, sodass er durch Rütteln zu den anderen 30 % in Pulver zerfällt. Restliches Wasser wird dann im Vakuum entzogen. Ein geruchloses Pulver soll im kompostierbaren Sarg aus Mais- oder Kartoffelstärke beigesetzt werden und ist innerhalb von zwölf Monaten zu Humus zersetzt und so wieder im Naturkreislauf. Der so verkürzte Prozess der Verwesung (die bei einer Erdbestattung auch weit länger als 20 Jahre dauern kann: Wachsleiche) bringt eine Verringerung des Flächenverbrauchs mit sich. Die Umsetzung dieser Bestattungsform ist jedoch noch nicht über die Ankündigung hinausgekommen. Ein britischer Lizenznehmer ist wieder zurückgetreten: „Die Entwicklung ist in der Konzeptphase stecken geblieben“.

#### Reerdigung
Bei einer Reerdigung wird der Leichnam in einen Kokon mit Stroh, Heu und Gräsern gebettet, der in einer Wiegevorrichtung befestigt ist, um die Feuchtigkeit gleichmäßig zu verteilen. Innerhalb von 40 Tagen zersetzen die körpereigenen Mikroorganismen den Leichnam zu Humus. Verbleibende Knochenreste werden gemahlen und der entstanden Erde beigegeben.

### Anonyme Bestattung

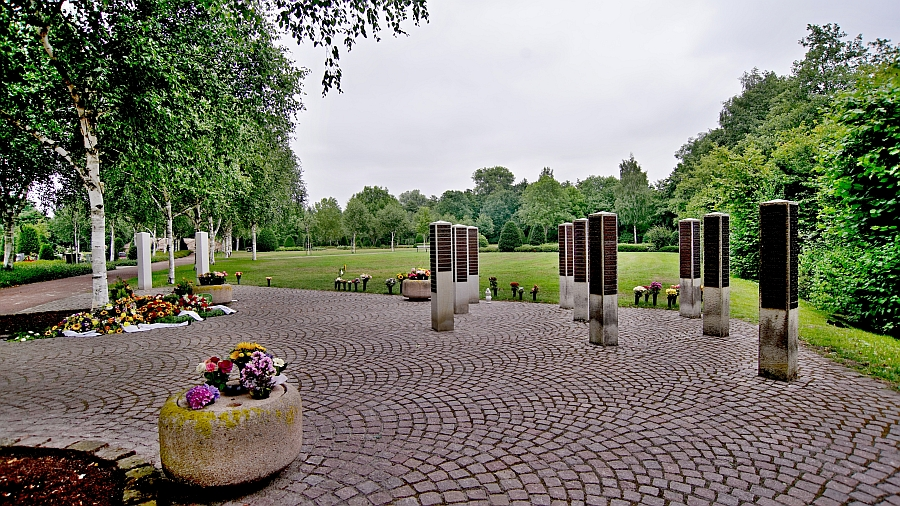
Namensstelen an einem Gemeinschaftsgrab, Friedhof Stuhr-Moordeich

Die anonyme Bestattung als namenlose Bestattung ist die meist kostengünstigste Bestattungsart. Sie kann dem Schutz der Grabstätte oder der Angehörigen dienen oder vermeiden, dass eine Stätte zum unerwünschten Wallfahrtsort wird. Im öffentlichen Sprachgebrauch bezeichnet die anonyme Bestattung oft eine Bestattung, bei der weder ihr Ort noch Zeitpunkt öffentlich bekannt ist. Nichtidentifizierbare Verstorbene werden ebenfalls anonym bestattet, beispielsweise Kriegs- oder Katastrophenopfer oder Anschauungsobjekte der Anatomie und Pathologie oder aus Lehrsammlungen.

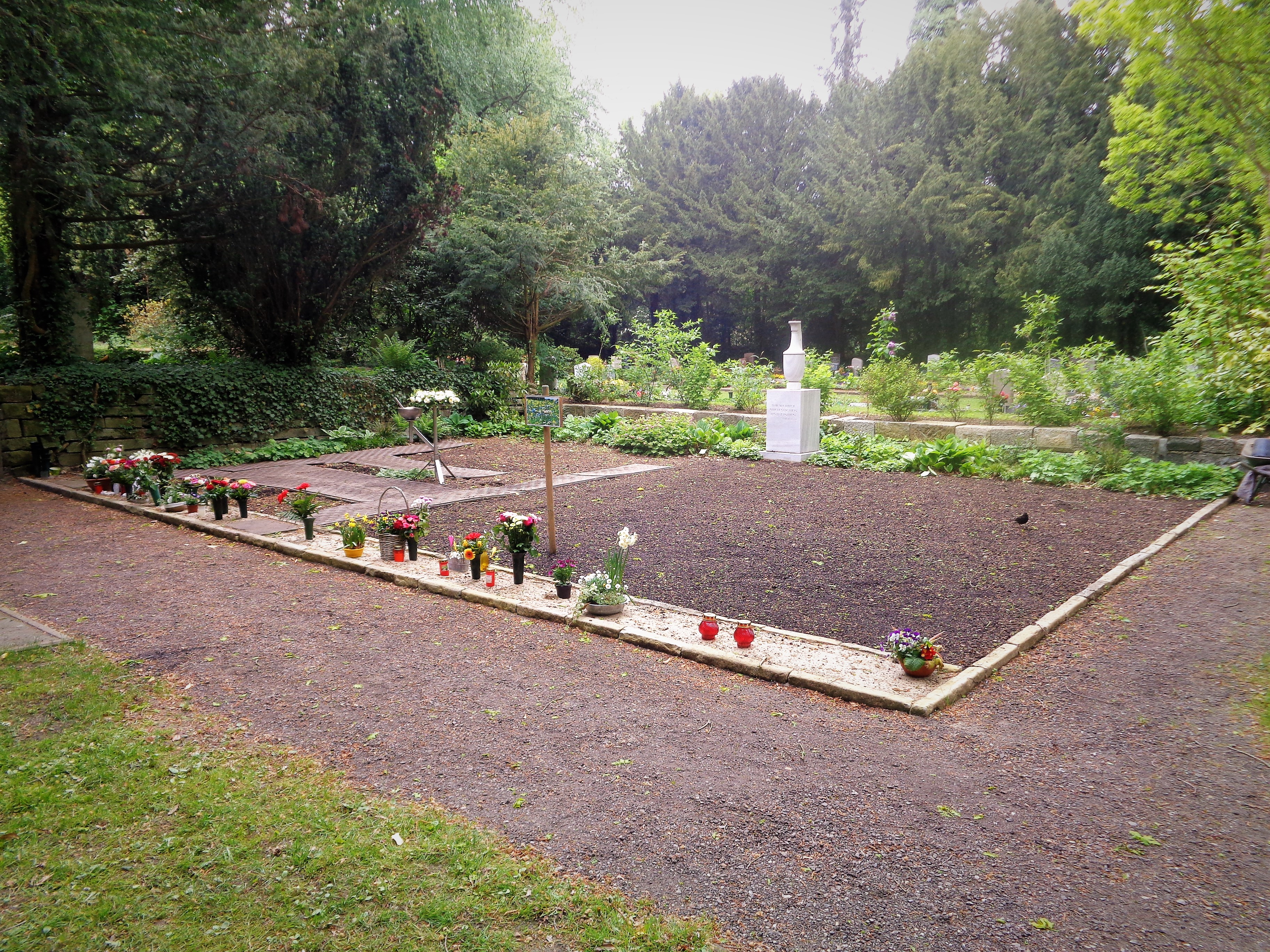
Urnenfeld auf dem Parkfriedhof Eichhof

In jüngster Zeit wird der Begriff "anonyme Bestattung" auch auf Sarg- oder Urnenbegräbnisse in Gemeinschaftsgräbern ausgedehnt, wenn zum Beispiel kein Geld zum Erwerb einer individuellen Grabstätte hinterlassen wurde bzw. keine Hinterbliebenen vorhanden sind, die sich der Grabpflege widmen können. Bisweilen können der Name und die Lebensdaten des Verstorbenen gegen eine Gebühr auf einer Namenstafel eingetragen werden, so dass die Bezeichnung "namenlose Bestattung" im strengen Sinn nicht mehr zutrifft.

### Himmelsbestattung
Die Himmelsbestattung ist eine religiös begründete und von den Naturbedingungen geprägte Form der Bestattung. Sie spielt in fernöstlichen Regionen noch eine gewisse Rolle. Bei den Parsen erfolgte die Bestattung auf den Türmen des Schweigens, wo die Leichname dem Fraß durch Greifvögel ausgesetzt waren und nur Skelette verblieben. Im tibetanischen Hochland wird der Leichnam am Tage der Beisetzung in einer religiösen Zeremonie zerstückelt und anschließend an Geier verfüttert. Nach dem Glauben der Tibeter bringen die Geier die verstorbenen Menschen in das Bardo, einen Zustand zwischen Tod und Wiedergeburt.

### Alternativen zur Bestattung

#### Kryonik
Kryostase ist die Konservierung bei tiefen Temperaturen (unter −125 °C), um in der Zukunft eine Wiederbelebung zu ermöglichen. Von Anhängern der Kryonik wird die Meinung vertreten, dass die Todeskriterien der heutigen Medizin fehlerhaft seien. Es seien oft keine körperlichen Veränderungen eingetreten, die ein Weiterleben grundsätzlich ausschließen. Vielmehr unterstellen die Anhänger, dass lediglich mit heutigen medizinischen Mitteln nicht behandelbare Komplikationen vorliegen, und nur deren fehlende Behandlungsmöglichkeit führe zu einer endgültigen Vernichtung des betroffenen Menschen.
Die Anhänger der Kryonik konservieren deshalb Menschen und hoffen, dass in Zukunft die Möglichkeit bestehen wird, nach heutiger Definition Tote zu behandeln und ohne weitere Eingriffe am Leben zu erhalten. Beispielsweise hat sich das früher angewandte Kriterium des Herztodes nach Einführung von Herz-Lungen-Maschinen als unzureichend erwiesen und wurde durch das Kriterium des Gehirntods ersetzt. Deshalb halten Kryoniker einen Menschen erst dann für tot, wenn sich das Gehirn so weit zersetzt hat, dass die darin gespeicherten Informationen endgültig verloren sind und aus prinzipiellen Gründen auch mit fortschrittlichster Technologie nicht wiederherzustellen sind. Dieser „informationstheoretische Tod“ soll unter Normalbedingungen erst einige Stunden nach dem klinischen Tod eintreten.

## Bestattungsvorgang
- Der verwechslungssicheren Identifizierung dient der Fußzettel.
- Die Leichenschau ist die amtliche Feststellung des Todes.
- Die Bestattung beginnt mit der Abschiednahme vom Toten. Dies kann durch verschiedene Handlungen, wie Aufbahrung (zu Hause, in einer Aufbahrungshalle oder Kirche), Leichenwaschung, Ankleiden, Einsargen begleitet sein.
- Der nächste Schritt der Bestattung ist meist eine ritualisierte Zeremonie zur Erinnerung an den Verstorbenen. Diese kann als Gottesdienst in Kirche oder Kapelle (Kirchliche Bestattung) oder in weltlicher Form als Totenfeier (Weltliche Trauerfeier) – zum Beispiel in einer Feierhalle – stattfinden. Hierbei wird mittels Musik oder Redner die Erinnerung an den Verstorbenen wahrgenommen. In manchen Fällen gibt es gesonderte Bestattungsformen, zum Beispiel das Begräbnis mit militärischen Ehren.
- Die Bestattung wird oft am Ort der Aufbewahrung – das „Aufnehmen“ – in der Erde oder in einer Gruft einem Grabhaus oder einem Mausoleum – fortgesetzt. Das Herablassen des Sarges in die Gruft ist die (eigentliche) Beerdigung oder das Begräbnis. Ist die Gruft, die den Sarg aufnahm, geschlossen, spricht man vom Grab.
- Direkt beim Einsetzen des Sarges oder nach dem Begräbnis folgt mitunter die Zeremonie der Beileidserklärung von Anwesenden gegenüber den engsten Angehörigen des Verstorbenen.

Bei einer Feuerbestattung kann die Abschiednahme vor oder nach dem Kremieren stattfinden. Vom Verstorbenen verbleiben im Weiteren nur die mineralischen Anteile, dies ist keine Beerdigung im engeren Sinne. Beim Beisetzen der Urne kann die Grabrede mit einer „Urnenfeier“ folgen.

## Bedeutung von Ritualen und Trauerbewältigung
Das Ritual der Bestattung dient vorrangig der Trauerbewältigung der Angehörigen. In unterschiedlichen Kulturkreisen gibt es dafür eigene Formen. Ein Teil dieser Bewältigung ist die Trauerrede oder gemeinsames Essen mit den Trauernden im Anschluss an die Beerdigung. Je nach der Vorstellung über ein Weiterbestehen, Wiederaufleben oder Vergänglichkeit nach dem körperlichen Tod ergeben sich unterschiedliche Bestattungsgewohnheiten oder Bestattungsvorschriften.
Die Abschiednahme am offenen Sarg kann in verschiedenen Formen erfolgen. In Deutschland ist dies in Schauräumen möglich, aber oft wird die Zustimmung des lokalen Gesundheitsamtes gefordert. Die Begleitung im offenen Sarg bis zur Gruft ist hier nicht möglich. In Russland, in Großbritannien und in den USA bei ausgewählten Glaubensgemeinschaften ist es erlaubt oder sogar üblich. Die Hintragung zum Grab im offenen Sarg (Armenien) oder mit einem Sargfenster über dem Kopf (etwa in Mexiko) sind kulturbedingte Varianten.
Die Bestattung ist abgeschlossen, sobald das benannte Ritual endet. Nachfolgende Vorgänge gehören nicht mehr zur Bestattung. Das Aufstellen von Grabmalen in unterschiedlicher Ausführung, mit Aufschriften und das Anlegen von Grabanlagen gehören nicht zur Bestattung. Kommt es wegen der Umsiedlung der Nachkommen, Friedhofsschließungen oder aus anderen Gründen zur Umbettung, so können die Bestattungsriten wiederholt werden, wenn die Vorstellung einer Wiederbestattung besteht.

## Weltanschauliche und religiöse Gestaltungsformen
In Deutschland finden nach Schätzungen des Bundesverbands Deutscher Bestatter von 800.000 Bestattungen jährlich rund 500.000 als christliche Bestattungen statt, jeweils zur Hälfte katholisch und evangelisch, 250.000 werden von freien Trauerrednern gestaltet, die restlichen sind anonym oder ohne professionelle Begleitung.

### Weltliche Bestattung
Falls der Verstorbene keiner Religionsgemeinschaft angehört hat oder eine religiöse Feier zur Bestattung nicht gewünscht wird, kann im Rahmen der Bestattung eine weltliche Trauerfeier stattfinden, die meist von einem freien Trauerredner oder einem Redner einer Weltanschauungsgemeinschaft geleitet wird.

### Christliche Bestattung

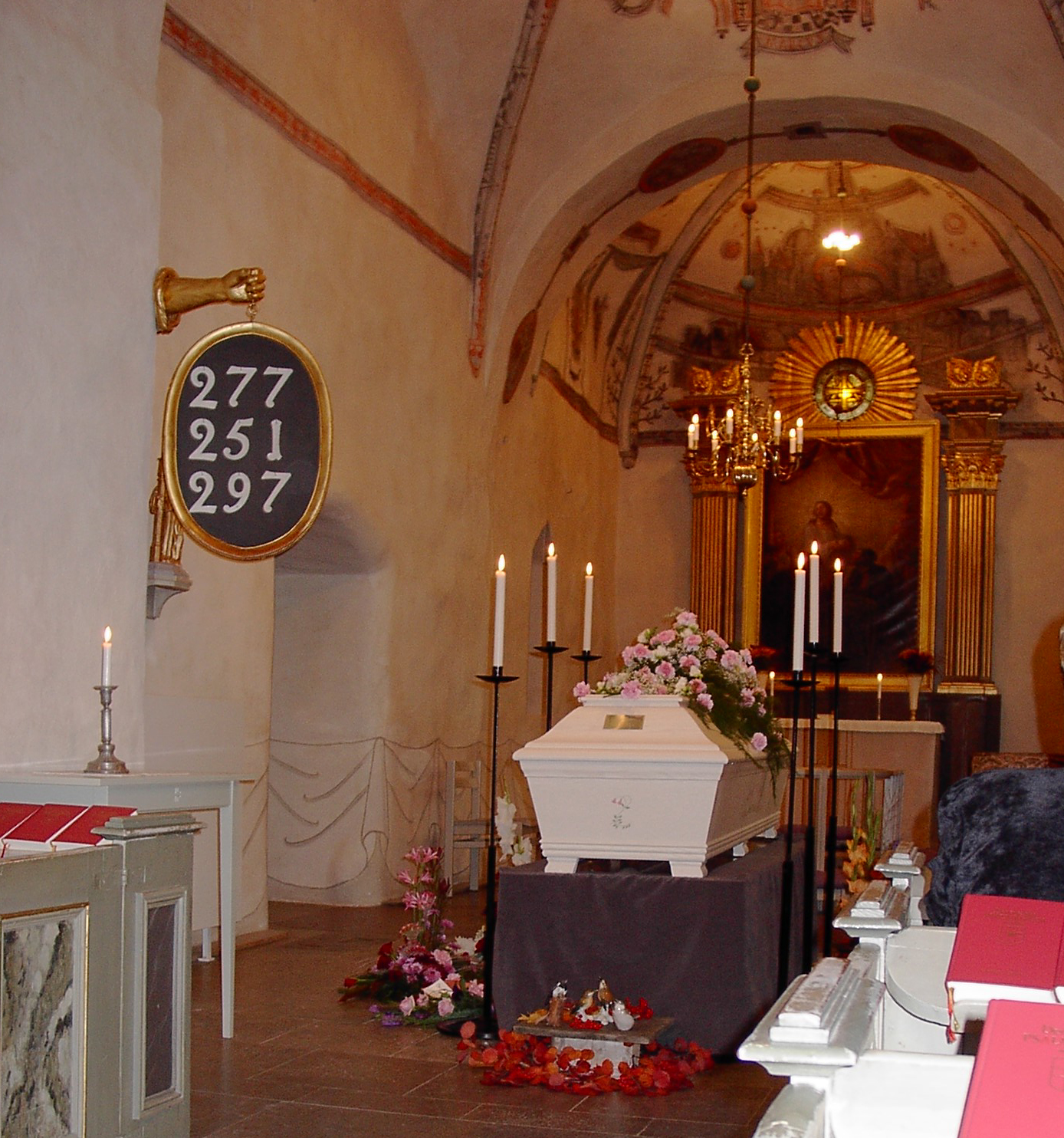
Aufgebahrter Sarg in einer Kapelle, Schweden

Angehörige von christlichen Religionsgemeinschaften werden nach ihrem Tode üblicherweise auf Friedhöfen im Rahmen einer kirchlichen Bestattung beigesetzt. Die Bestattungsfeier besteht traditionell aus drei Teilen: der Aussegnung oder Eröffnung im Trauerhaus, dem Gottesdienst in der Kirche oder Kapelle, der Beisetzung am Grab. Vielfach beschränkt sich die kirchliche Trauerfeier heute jedoch auf die beiden letzteren Teile. Wesentlicher Bestandteil der kirchlichen Bestattung ist die Verkündigung der Auferstehungshoffnung. Die Erinnerung an das Leben des Verstorbenen wird eingebettet in die gottesdienstlichen Formen von Gebet, Lied und Segen.

### Islamische Bestattung
Im Islam gibt es genaue Regeln für die Begleitung beim Sterben. Die Gebete, die rituelle Waschung des Leichnams und die Beerdigung sind im Ablauf festgeschrieben. Der oder die Sterbende soll in ruhiger, respektvoller Weise an das Glaubensbekenntnis erinnert werden: »Es gibt keine Gottheit außer Allah, Mohammed ist sein Prophet.« Der Leichnam einer Frau soll von Frauen, der eines Mannes von Männern gewaschen werden. Anschließend wird er in Leinentücher gewickelt. In diesen Tüchern, also ohne Sarg, soll er ins Grab gelegt werden. Rechtsseitig oder auf dem Rücken liegend geht die Blickrichtung nach Mekka. Die Bestattung soll unverzüglich, möglichst noch am Sterbetag, erfolgen. Die Achtung vor dem Toten erfordert die Bestattung vor allen anderen Geschäften. Am Grab soll jede Geschäftigkeit unterbleiben, die Totenruhe sowie die Vermeidung von Personenkult haben Vorrang. Nahezu jede Form des Grabschmucks und der Grabpflege haben zu unterbleiben. Für gläubige Muslime ist die Erdbestattung die einzig mögliche Bestattungsform. Die Feuerbestattung ist im Islam nicht zugelassen.
Die Bestattungsriten erklären sich aus Zeit der Verkündung des Koran, als die arabischen Völker als Hirten und Nomaden in Steppen- und Wüstengebieten lebten. In Deutschland kollidieren die islamischen Bestattungsbräuche mit den rechtlichen, meist staatlichen Regeln einer Gesellschaft mit christlicher Tradition.
Die erste Generation muslimischer Migranten hatte noch starke Bindungen zu ihrer Heimat. Seit den 1970er Jahren sind Erwachsene aus der geschlossenen islamischen Kultur nach Deutschland gezogen. Den Widersprüchen zwischen islamischer Tradition und deutschem Friedhofsrecht ausweichend ließen die Angehörigen in der Regel den Leichnam überführen. Im Heimatland wurde der Tote traditionell begraben. Mit der zunehmenden Zahl muslimischer Migranten in Deutschland entstand der Wunsch nach einer Bestattung in Deutschland. Ab Ende der 1990er Jahre entstanden islamische Gräberfelder auf deutschen Friedhöfen. Nach und nach wurde die Sargpflicht in den Bestattungsgesetzen der Länder gelockert oder ganz gestrichen. Sachsen und Sachsen-Anhalt beschlossen 2023 als die letzten zwei Bundesländer mit Sargpflicht eine Novellierung des Gesetzes über das Leichen-, Bestattungs- und Friedhofswesen, die eine Tuchbestattung ermöglicht. Laut einer 2023 veröffentlichten Studie der Akademie für Islam in Wissenschaft und Gesellschaft an der Goethe-Universität wollen noch etwa zwei Drittel der türkischstämmigen Muslime in Deutschland ihre letzte Ruhestätte im Herkunftsland finden.

#### Islamische Regeln
- Grundsätzlich ist die abweichende islamische Tradition bei Bestattungen im deutschsprachigen Raum zu beachten.
- Die Bestattung sollte am Todestag stattfinden können.
- Der Friedhof benötigt einen Raum für die rituelle Waschung.
- Das Gräberfeld muss ermöglichen, dass der Tote mit dem Gesicht nach Mekka (Qibla) weist. Der Winkel ist auf den Bruchteil des Grades, also auf Minuten genau, einzuhalten.
- Die Grabstätte muss sich in „jungfräulicher“ Erde befinden, in der noch keine andere Bestattung stattgefunden hat.
- Es wird ohne Sarg nur im leinenen Leichentuch bestattet.
- Weitere Vorschriften aus der Tradition sind zwischen Schiiten und Sunniten unterschiedlich.
  - Es ist ein „ewiges Ruherecht“ vorzusehen.
  - Grabschmuck oder Grabpflege sind nicht üblich.

#### Unbegrenzte Liegefrist
Die auf deutschen Friedhöfen geltenden Ruhefristen stehen den islamischen Regeln entgegen. Das Nutzungsende könnte auf Antrag (nur jeweils) verlängert werden. Dabei ist darauf zu achten, dass von Beginn an verlängerbare Grabstellen gewählt werden. Eine strenge „ewige Nutzung“ ist so nicht gewährleistet. Die Religionsvorschriften schreiben zwar die ewige Ruhe nur symbolisch vor. Es darf aber keine Fläche sein, die zukünftig nicht mehr pietätsbefangen wäre, also in sonstiger Form genutzt wird. Auf islamischen Grabfeldern sollte ausgeschlossen sein, dass je andere Nutzungen stattfinden.

#### Tagesgenaue Bestattung
Das islamische Gebot, noch am Sterbetag zu bestatten, widerspricht der gesetzlichen, also unabhängig vom Friedhof bestehenden, Vorschrift, nach dem Tod eine Wartezeit bis zur Bestattung einzuhalten, in der Regel mindestens 48 Stunden.

#### Sarglose Bestattung
Nach deutschen Bestattungsgesetzen besteht neben dem Friedhofszwang eine Sargpflicht für Erdbestattungen. Dies kollidiert manchmal mit religiösen Vorschriften der zu Bestattenden. Meist wird in der Praxis der Leichnam bis unmittelbar ans Grab in einem Sarg transportiert, dann ohne Sarg, nur in den Leichentüchern, ins Grab gelegt, so in NRW oder Hessen. Prinzipiell sind Einzelgenehmigungen aus religiösen Gründen von der jeweils zuständigen Behörde, meist dem Gesundheitsamt, möglich.
Das Land Berlin lockert mit dem „Gesetz zur Integration und Partizipation“ das Bestattungsgesetz durch die Abschaffung der Sargpflicht. Diese Regelung ist an keine bestimmte Religion gebunden. Voraussetzung ist aber, dass auf dem Friedhof ein Grabfeld für die sarglose Bestattung ausgewiesen wird. Die Entscheidung über die Ausweisung entsprechender Grabfelder liegt in der Zuständigkeit der jeweiligen Friedhofsträger. § 18 des Berliner Bestattungsgesetzes soll dahingehend geändert werden: „abweichend von der Pflicht…, in einem Sarg zu bestatten, können Leichen aus religiösen Gründen auf vom Friedhofsträger bestimmten Grabfeldern in einem Leichentuch ohne Sarg erdbestattet werden“. Auch Baden-Württemberg hat den Sargzwang für die Beisetzung aufgehoben, nicht aber für den Transport des Leichnams.
Gesonderte Bestattungsunternehmen sind in der Lage, islamischen Grundsätzen zu folgen. Sie verfügen oft über die notwendigen Einzelgenehmigungen. Sind besondere Grabfelder für islamische Bestattungen geschaffen, kann man davon ausgehen, dass die Einhaltung der Bestattungsregeln möglich ist. Andernfalls ist der Leichnam schnellstmöglich (per Flug) in seine Heimat bzw. ein islamisches Land zu transportieren, damit er noch am gleichen Tage in die Erde gebettet werden kann.

### Jüdische Bestattung
Da der Tote im Grab bis zur leiblichen Auferstehung am jüngsten Tage ruht, ist Erdbestattung vorgeschrieben. Diese muss so schnell wie möglich nach dem Tode erfolgen, da die Seele erst dann aus der ewigen Ruhe aufsteigen kann. Mit dem Tod sind alle Juden wieder gleich, die Kleider sind weiß und der Sarg ist außerhalb Israels eine einfache Holzkiste. Das weiße Totengewand nennt sich Sargenes oder Kittel. Um die Gleichheit aller im Tod deutlich zu machen, darf der Sarg nicht mit Silber oder sonstigem Schmuck verziert werden. In der heiligen Erde Israels werden die Toten im Leinengewand beigesetzt, außerhalb Israels wird symbolisch eine kleine Menge der heiligen israelischen Erde oder ein Stein aus Israel in den Sarg mitgegeben. Auf dem Friedhof ist weder Musik noch Blumenschmuck üblich. Gewaschen und bekleidet wird der Tote durch die heilige Bruderschaft, die Chewra Kadischa. Für die Begräbnisriten ist ein Minjan erforderlich. Beim Begräbnis werden Psalmen zitiert und im Kaddisch-Gebet die Herrlichkeit HaSchems (Name Gottes, wie er für das Gebet verwendet wird, da er weder geschrieben noch unnütz ausgesprochen werden darf) beschworen. Die Trauergäste werfen Erde auf den Sarg, Männer stehen am Grab, dahinter die Frauen. Männer tragen eine Kippa. Die Hinterbliebenen sollen nach der Beerdigung eine siebentägige Trauerwoche (Schiv’a) einhalten. In dieser Zeit werden die Trauernden in der sozialen Gemeinschaft gehalten, bekommen Essen und Trost gespendet. Für die Einhaltung der Vorschriften gibt es gesonderte jüdische Friedhöfe; auf vielen städtischen Friedhöfen gibt es besondere jüdische Grabfelder, um die ewige Ruhe zu ermöglichen.

### Hinduismus
Unter diesem Begriff wird eine Reihe unterschiedlicher religiöser Vorstellungen und Rituale verstanden und so sind die Bestattungsregeln nach Tradition, Familie und Kaste unterschiedlich. Einheitlich ist, dass der Tod die Wiedereinkehr in den Kreislauf der Wiedergeburt ist. Der Sterbende soll nicht allein gelassen sein, durch ein Mantra soll seine Seele möglichst rein gehalten werden. Der Körper des Toten wird gewaschen und es wird ein Totengebet gesprochen. Die Leichen der Verstorbenen werden eigentlich öffentlich verbrannt, was nach dem Bestattungsrecht in Mitteleuropa nicht möglich ist. Hindus werden immer kremiert, die Verbrennung wird in Europa im Krematorium durchgeführt. Die Totenvorbereitung erfolgt im Krematorium, was eine gesonderte Abteilung erfordert. Hindus werden oft nach Indien überführt, um sich traditionsgerecht bestatten zu lassen. In Varanasi, der heiligen Stadt des Gottes Shiva, werden die Verstorbenen traditionell öffentlich kremiert und anschließend dem Ganges übergeben.

### Buddhismus
Der Ritus erfordert, dass der Tote zunächst im Hause aufgebahrt wird, auch wenn er im Krankenhaus verstorben ist. Hier erfolgt die Abschiednahme durch Nachkommen und Trauergäste in gemeinsamen Gesängen und Liedern, wie dem Herz-Sutra. Die Abschiedsfeier im Hause erfordert meist eine besondere behördliche Genehmigung. Die Anwesenheit buddhistischer Mönche bei der heimatlichen Abschiedszeremonie mit Gebeten und Ritualen wird deshalb in Mitteleuropa oft in nahe gelegene Klöster verlegt. Aber auch die Trauerhalle eines Friedhofes ist grundsätzlich geeignet. Der Tote wird verbrannt und die Asche wird beerdigt, also im Wortsinn der Erde übergeben.

## Kosten einer Bestattung
Abhängig vom Bestattungsort und von individuellen Wünschen – beispielsweise bei der Ausrichtung einer Trauerfeier oder bezogen auf die Grabgestaltung – kann die Höhe der Bestattungskosten stark variieren. Ausschlaggebende Faktoren sind Bestattungsart, Friedhofsgebühren und gewählte Leistungen des Bestattungsunternehmens. 
2020 lagen die durchschnittlichen Gesamtkosten für Bestattungen inklusive Grabgestaltung und -pflege in Deutschland laut Statista bei rund 13.000 Euro. Der Kostenanteil für die Leistungen der Bestattungsinstitute lag bei rund 3.000 Euro, die Friedhofsgebühren betrugen mit starken regionalen Unterschieden im Durchschnitt 2.500 Euro, für Gedenksteine wurden rund 5.000 Euro aufgewendet. Die Verbraucherinitiative Aeternitas gibt Gesamtkosten von 4.000 bis 5.000 Euro für Bestattungen ohne Grabgestaltung an. Die Stiftung Warentest nennt in einem Vergleich der Sterbegeldversicherungen von 2024 eine Spanne von 2.500 bis 10.000 Euro für die Bestattungskosten. 2004 veröffentlichte sie die Ergebnisse einer Untersuchung unterschiedlicher Bestattungsangebote. Vor allem die hohen Preisunterschiede für gleiche Leistungen bei verschiedenen Anbietern fielen dabei auf. Kein untersuchtes Unternehmen schnitt bei der Kostentransparenz besser als „befriedigend“ ab, zwei große Bestatter sogar nur mit „mangelhaft“. Preise werden dem Test zufolge nur sehr selten öffentlich gemacht. Bestattungsunternehmen sind vielfach wegen ihrer geschäftlichen Praxis kritisiert worden.
Viele Leistungen, wie die musikalische Gestaltung der Trauerfeier, die Trauerrede oder das Tragen der Urne, können von den Angehörigen selbst übernommen werden. Dies reduziert nicht nur die Kosten, sondern kann auch Teil der Trauerbewältigung sein und einen besonders persönlichen Abschied ermöglichen. Besondere Bestattungswünsche verursachen mitunter höhere Kosten. Für eine Baumbestattung sind leicht abbaubare Urnen nötig, die es in sehr anspruchsvoller und dekorativer Ausführung gibt. Für Wiesen-, Seebestattungen, Ballonbestattungen oder die sogenannten Diamantbestattungen bieten Bestatter oft Festpreise, da sie nur Wiederverkäufer sind.
Bei einer Körperspende zu wissenschaftlichen Zwecken verlangen anatomische Institute in Deutschland in der Regel einen Pauschalbetrag zwischen 500 und 1500 Euro für die später anfallenden Bestattungskosten. Auch in Österreich verlangen die Universitäten eine Kostenbeteiligung. An der Medizinischen Universität Graz wird diese seit 2023 als Unkostenpauschale über 1.400 Euro bereits bei Vertragsunterzeichnung fällig. In der Schweiz tragen die wissenschaftlichen Einrichtung in der Regel alle anfallenden Kosten.

### Steuerliche Absetzbarkeit von Bestattungskosten
Bei der Erbschaftsteuer können in Deutschland für Nachlassverbindlichkeiten (darunter auch Bestattungskosten) pauschal 10.300 Euro abgezogen werden, ein höherer Betrag ist gegen Nachweis möglich. Die Pauschale wird jedoch aufgeteilt, wenn mehrere Erben die Kosten gemeinsam tragen. Die Höhe richtet sich in diesem Fall nach dem Erbanteil. Sollte die Erbschaft für die Kosten nicht ausreichen, können außergewöhnliche Belastungen entstehen. In Österreich sind Begräbniskosten nur dann als außergewöhnliche Belastung absetzbar, wenn kein Nachlassvermögen vorhanden ist. Der Maximalbetrag beträgt 20.000 Euro. In der Schweiz wird der Nachlasssteuer nicht auf Bundesebene, sondern von den einzelnen Kantonen und Gemeinden erhoben. Für die steuerliche Absetzbarkeit von Bestattungskosten gelten unterschiedliche Frei- und Pauschalbeträge; im Staat Freiburg können pauschal bspw. 10.000 CHF, auf Vorweisung von Belegen bis zu 15.000 CHF abgezogen werden.